# Emerson (football, 1972)
Pour les articles homonymes, voir Emerson.
Emerson Moisés Costa, plus communément appelé Emerson, est un footballeur brésilien né le 12 avril 1972 à Rio de Janeiro. Il évoluait au poste de milieu défensif.

## Carrière
- 1990-1992 :  CR Flamengo
- 1992 :  Coritiba FC
- 1992-1994 :  CF Belenenses
- 1994-1996 :  FC Porto
- 1996-1997 :  Middlesbrough FC
- 1997-2000 :  CD Tenerife
- 2000-2002 :  Deportivo La Corogne
- 2002-2003 :  Atlético Madrid
- 2003-2004 :  Glasgow Rangers
- 2004-2005 :  CR Vasco de Gama
- 2005-2006 :  Skoda Xanthi
- 2006-2007 :  AEK Athènes FC
- 2007 :  APOEL Nicosie
- 2008 :  Madureira EC[1],[2]

## Palmarès
Avec le FC Porto :
- Champion du Portugal en 1995 et 1996
- Vainqueur de la Coupe du Portugal en 2000 et 2001
- Vainqueur de la Supercoupe du Portugal en 1996

Avec le Deportivo La Corogne :
- Vainqueur de la Coupe d'Espagne en 2002